# Яхъяпашазаде Бали-бей
Яхъяпашазаде Бали-бей или Султанзаде Коджа Бали-паша (осман. مالقوچ اوغلی بالى بك‎; род. между 1501 и 1507 - ум. 1548) — османский лидер акынджи, известен участием в битве при Мохаче и взятием крепости Белград.

## Происхождение
Происхождение Бали бея является предметом дискуссии. По первой версии Бали-бей происходил из известного османского рода Малкочоглу, первым известным представителем которого был Малкоч Мустафа-бей, служивший мухафизом (стражем) крепости Сиваса в период правления Баязида I. У Малкоча Мустафы-бея был сын Яхья-паша, отец Бали-бея.
По второй версии, Яхья не был сыном Малкоча Мустафы-бея. Первым, кто предположил, что Яхьяпашазаде могут быть лишь ветвью семьи Малкочоглу - Ф. Бабингер в 1940 году.
Ф. Пал предполагал, что отец Бали, Яхья, был албанского происхождения.

## Биография
Яхья-паша был лидером акынджи и в разные годы занимал должности санджакбея, бейлербея Боснии, бейлербея Румелии, бейлербея Анатолии, второго визиря и умер в 1506/07 году (по словам Ф. Пала, Яхья умер в 1511 году). Женой Яхьи с 1501 года была дочь султана. Э. Алдерсон называл троих сыновей Яхьи и дочери султана: Ахмеда (ум. 1544), Бали-бея, Мехмеда (ум. 1551). Ф. Башар и Э. Олдерсон считали матерью Бали-бея дочь султана Баязида II . Согласно Ф. Палу, у Яхьи-бея было семь сыновей (старший сын Бали, Махмуд, Мехмед, Синан, Ахмед, Искендер и Мустафа), которые были взрослыми ко времени его женитьбы на дочери султана.
Поскольку Яхья был женат на дочери султана, его называли Дамад Яхья-паша. Бали чаще называли Яхьяпашазаде, а не Малкочоглу, чтобы отличать от его дяди Малкочоглу Бали-бея. Как сына дочери султана Бали-пашу называли Султанзаде Коджа Бали-паша.
Бали, Ахмед и Мехмед начали карьеру как лидеры акынджи. В битве при Мохаче Бали командовал авангардом. Затем Бали был назначен санджакбеем Семендире, причём помимо этого ему была поручена охрана Белграда. Позднее он стал санджакбеем Боснии и Белграда, в 1542/43 году он стал бейлербеем эялета Буда.
Э. Алдерсон датировал смерть Бали-бея 1526 годом, а Ф. Пал - 1527.

## Семья
Про жену Бали-бея Э. Олдерсон писал: «вероятно, член династии; была обвинена в адюльтере».
Согласно Ч. Улучаю, Н. Сакаоглу, женой Бали-бея была дочь Баязида II Айнишах-султан.
По словам Ф. Пала, турецкий историк Ильхам Гёк исследовал архивные записи султанского реестра подарков и утверждал, что на Айнишах-султан после смерти её первого мужа Гёдек Ахмеда женился отец Бали-бея, Яхья. Современный историк архитектуры, Экрем Айверды, утверждал, что женой Коджи-бея была вдова Махмуда-паши Хатидже Халиме-хатун.
Согласно Э. Алдерсону, у Бали-бея был сын Дервиш-бей, умерший в 1550 году.

## Заслуги и память
В Скопье Яхья-паша построил мечеть, имарет, мектебхане (школу для подготовки учителей), фонтаны и тюрбе. На их содержание шли доходы от созданного им вакуфа. В Стамбуле Яхья-паша построил школы, которые содержались за счёт доходов от деревни у Галлиполи и нескольких вакуфов в Галате. Кемальпашазаде писал, что Бали был «высокоуважаемый государственный деятель, один из величайших из сановников. Множество его людей и имущества, изобилие его слуг и домашних превосходили таковые у других великих наместников и щедрых визирей".